# Puch Colorado
Puch Colorado var en mopedmodell tillverkad av Puch. 
Mopeden var av standardmodell liknande en motorcykel. Mopeden var i stort sett samma fordon som Puch Dakota, med den skillnaden att motorn var fartvindskyld i stället för fläktkyld, samt att mopeden levererades i röd färg.